# ジョルディ・ラルディン
ジョルディ・ラルディン・クルス（Jordi Lardín Cruz, 1973年6月4日 - ）は、スペイン・マンレザ出身の元同国代表サッカー選手。ポジションはFW。

## 経歴
1992-93シーズンにRCDエスパニョールでデビューすると、すぐに不可欠な存在となった。ホセ・アントニオ・カマーチョ監督の下でUEFAカップにも1度出場した。1997-98シーズン、150万ペセタの移籍金でアトレティコ・マドリードに移籍するが、1997年10月の自動車事故によりシーズンを棒に振った。その後エスパニョールとヘレスCDを経て、29歳で現役引退した。2年後、1シーズンだけ2部BのCDレガネスでプレーした。
スペイン代表としては、1996年のアトランタ五輪に出場した。1997年から1998年にかけて、ロシア戦、フランス戦、ルーマニア戦にスペインA代表で出場した。